# Madagascarophis lolo
Madagascarophis lolo (Мадагаскарський вуж-привид) — вид неотруйних змій роду мадагаскарський вуж родини Lamprophiidae. Генетичний аналіз шляхом екстракції ДНК підтвердив, що це новий вид, його найближчим родичем є Madagascarophis fuchsi.

## Опис
Завдовжки дещо більше за 60 см. Має сильно розширену в основі голову з великими та опуклими очима. Відмінною рисою є вертикальна зіниця. Забарвлення блідо-сіре. Завдяки цьому цей плазун отримав назву привид (малагасійською — lolo).

## Спосіб життя
Зустрічається серед скельних утворень. Є доволі прихованою твариною. У зв'язку з цим про життєдіяльність відомо натепер недостатньо. Активний вночі. Живиться жабами, невеликими гризунами й ящірками.

## Розповсюдження
Є ендеміком Мадагаскару. Мешкає на території Цінжи Анкарана.